# MACS 2129-1
MACS 2129-1 es una galaxia formada en el universo primigenio, considerada una "galaxia muerta" o "cementerio galáctico" puesto que en ella ya no se forman nuevas estrellas y sólo contiene enanas rojas moribundas y de poco brillo. MACS 2129-1 es una Galaxia en Espiral, descubierta mediante el telescopio espacial Hubble de la NASA. Está situada a unos 10 mil millones de años luz de la Tierra.